# Dentin

1.Fog 2.Fogzománc 3.Dentin 4.Fogbél 17.Fogágy 18. Fogíny 22.Gyökérhártya

A dentin (Dentinum, Substantia eburnea) a fog keményszöveteinek az egyike, mely a zománc ill. a cement és a fogbél között helyezkedik el. Felépítésében 70% ásványi anyagot (hidroxilapatit), 20% szerves anyagot (főleg kollagén) és 10% vizet találunk. Szerkezetében elsősorban a csontra hasonlít, de nem tartalmaz sejteket. Vastagsága átlagban 3–5 mm. Sárgás árnyalatú színe adja meg a fog színét, mivel a zománc áttetsző.
A dentin magasabb szervesanyag-tartalma miatt a fogszuvasodás könnyebben roncsolja, de a zománccal ellentétben, kis mértékben képes védekezni a külső behatások ellen. Amikor a szuvasodás eléri a zománc-dentin határt, a dentincsatornácskákban és a dentin pulpa felőli részén megindul a dentin lerakódása, ami gátat próbál szabni a külső ingereknek.

## Formái
Megkülönböztetünk:
- mantle-dentint – a még Tomes-rosttal nem rendelkező odontoblasztok által lerakott első, kevésbé mineralizált, homogén dentin réteg
- predentint – még nem mineralizálódott szerves anyagot, amit az odontoblasztok termelnek
- primer dentint, ami a fogak kialakulásakor képződik
- szekunder dentint – a fogak fejlődésének befejezése után képződött dentin, ami az egész élet folyamán termelődik
- tercier vagy reparatív dentint – külső ingerek (fogszuvasodás, fogkopás, fogászati beavatkozások stb.) hatására képződik

## Szerkezete
A dentint a fogbéltől a zománcig dentincsatornák (tubulusok) járják át. A csatornákat ún. peritubuláris dentin veszi körül, közöttük pedig intertubuláris dentin található. A dentincsatornák száma a zománc felől 15–20 000, a fogbél felől pedig 55–75 000. Ez abból következik, hogy a csatornák a fogbélből sugárszerűen indulnak ki. Átmérőjük is változó: a fogbélnél vastagabb (kb. 3-4 μm), a zománc-dentin határnál keskenyebb (kb. 1 μm). Ennek gyakorlati jelentősége van mind a károsító tényezők, mind a terápiás tényezők pulpába való jutásában. A csatornákban az odontoblasztok nyúlványai az ún. Tomes-nyúlványok, kollagén rostok, és egyes szerzők szerint idegrostok találhatóak. A tubulusokon keresztül bizonyos anyagok átjuthatnak, így például baktériumok által termelt különböző toxinok, melyek irritálhatják a fogbélben lévő idegvégződéseket, fájdalmat váltva ki. Maguk a baktériumok nem képesek áthatolni a tubulusokon. A fogászati beavatkozások során tapasztalt fájdalomingerek is a dentincsatornákon közvetítődnek: a csatornákban folyadékáramlás következik be, ami mechanikailag ingerli az idegvégződéseket.
A dentin legnagyobb részét az intertubuláris dentin teszi ki. Ez kollagénhálózatba ágyazott apatitkristályokat tartalmaz.
A peritubuláris dentin egy 0,5-1 μm vastagságú, nagy mineralizáltságú réteg, ami a dentincsatornát béleli. A dentin pulpa felé eső egyharmadában nem figyelhető meg, és az élet egész folyamán képződik.
A dentinben megfigyelhetőek kevésbé jól mineralizált részek is, ez az ún. Czermak-féle interglobuláris dentin.
Az élet során folyamatosan, de nagyon lassan termelődő szekunder dentin szerkezete nem különbözik a primer dentinétől. A tercier dentiné viszont igen: az irritáló tényezőtől függően szabálytalan dentin, illetve csatorna nélküli dentin rakódik le.

## Lásd még
- Dentinogenesis imperfecta
- Dentindysplasia
- zománc
- cement